# Sorauer Tageblatt
Das Sorauer Tageblatt war eine Zeitung im Kreis Sorau in der östlichen Niederlausitz. Es erschien mit verschiedenen Bezeichnungen und Herausgabehäufigkeiten von 1811 bis 1944 in Sorau. 

## Geschichte
1811 gründete der 23-jährige Buchdrucker Johann Daniel Rauert  eine Zeitung in Sorau zur Zeit der französischen Besetzung der Niederlausitz. Seit 1815 gehörte dieses zum Königreich Preußen.
Spätestens seit 1816 hieß die Zeitung Niederlausitzischer Anzeiger, ab 1817 Sorauer Wochenblatt. Sie war  die einzige wichtige Zeitung in Sorau. 1843 gründete Johann Daniel Rauert zusatzlich   das Sorauer Kreisblatt, in dem vor allem amtliche Nachrichten veröffentlicht wurden. Nach seinem Tod 1847 wurde das Sorauer Wochenblatt weiter in dem Verlag J. D. Rauert herausgegeben.
1893 war der Chefredakteur R. Lehmann, die Auflage betrug etwa 5600 Exemplare. Seit 1898 wurde es zum Sorauer Tageblatt umgewandelt, das seitdem täglich außer montags erschien.
1902 war der Chefredakteur Julius, 1908 M. Lehmann.
Im Sorauer Tageblatt erschienen Informationen zum politischen Geschehen in Deutschland und dem Ausland, aus Wirtschaft, Kultur, Sport, Unterhaltung sowie offizielle Bekanntmachungen des Kreises Sorau und viele Beiträge zur regionalen Kultur und Geschichte. Zu den Autoren gehörte Margarete Gebhardt (1928–1935).
Nach 1933 wurde es auch offizielles Organ der NSDAP. 1944 erschienen die letzten Ausgaben. Seit 1945 gehört das Gebiet Sorau zu Polen.